# Watermolen van Hattem-Molecaten
De watermolen van Hattem-Molecaten ligt ten zuidwesten van Hattem op het landgoed bij huis Molecaten. Het is een bovenslag watermolen (maar was van oorsprong een onderslagmolen) die gebruikmaakt van het water van lokale sprengen. Deze verzorgen de watervoorziening van de stuwvijver voor de molen. De molen is draaivaardig maar komt water tekort omdat er geen water uit de 1 ha grote vijver om het landhuis gebruikt kan worden. Er is daarom een omleiding rechtstreeks van een spreng naar de molen. Voor er gemalen kan worden moet het water eerst opgestuwd worden.
De eigenaar van de molen is ASR Vastgoed Vermogensbeheer B.V. in Utrecht.
Het waterrad is 3,70 m en 1,05 m breed.
De molen heeft twee maalkoppels met 16er (140 cm in doorsnede) kunststenen, die door het waterwiel via de bonkelaar en het spoorwiel worden aangedreven.

## Geschiedenis
Het oorspronkelijke bouwjaar van de watermolen is niet bekend, maar ze is wel een van de eerste papiermolens op de Veluwe.
Rond 1800 werd er een kleinere papiermolen aan toegevoegd.
In 1804 werd de molen beschreven als de grote molen een vierbaksmolen met 20 hamers en de kleine molen een met zes hamers. De molen dreef de hamers aan om de lompensnippers met water tot een papierbrij te vormen.
In 1857 brandde de grote molen af en werd als korenmolen herbouwd, vanwege de toen opkomende concurrentie van machinale papierfabrieken op de Veluwe. Als korenmolen is de molen actief geweest tot 1914.
Tussen 1918 en 1940 werd de molen gebruikt voor het opwekken van elektriciteit voor het huis Molecaten.
Na een periode van verval is de molen in 1967 gerestaureerd en in 1996/1997 werd de molen opnieuw opgeknapt.
In 2010 zijn de houten bakken van het waterrad vervangen en is de waterloop hersteld.

## Overbrengingen
- De overbrengingsverhouding is 1 : 8,1.
- Het waterwiel heeft 55 kammen met een steek van 8,5 cm.
- De bonkelaar heeft 24 kammen.
- Het spoorwiel heeft 88 kammen met een steek van 8,0 cm.
- De steenschijflopen hebben 25 staven.

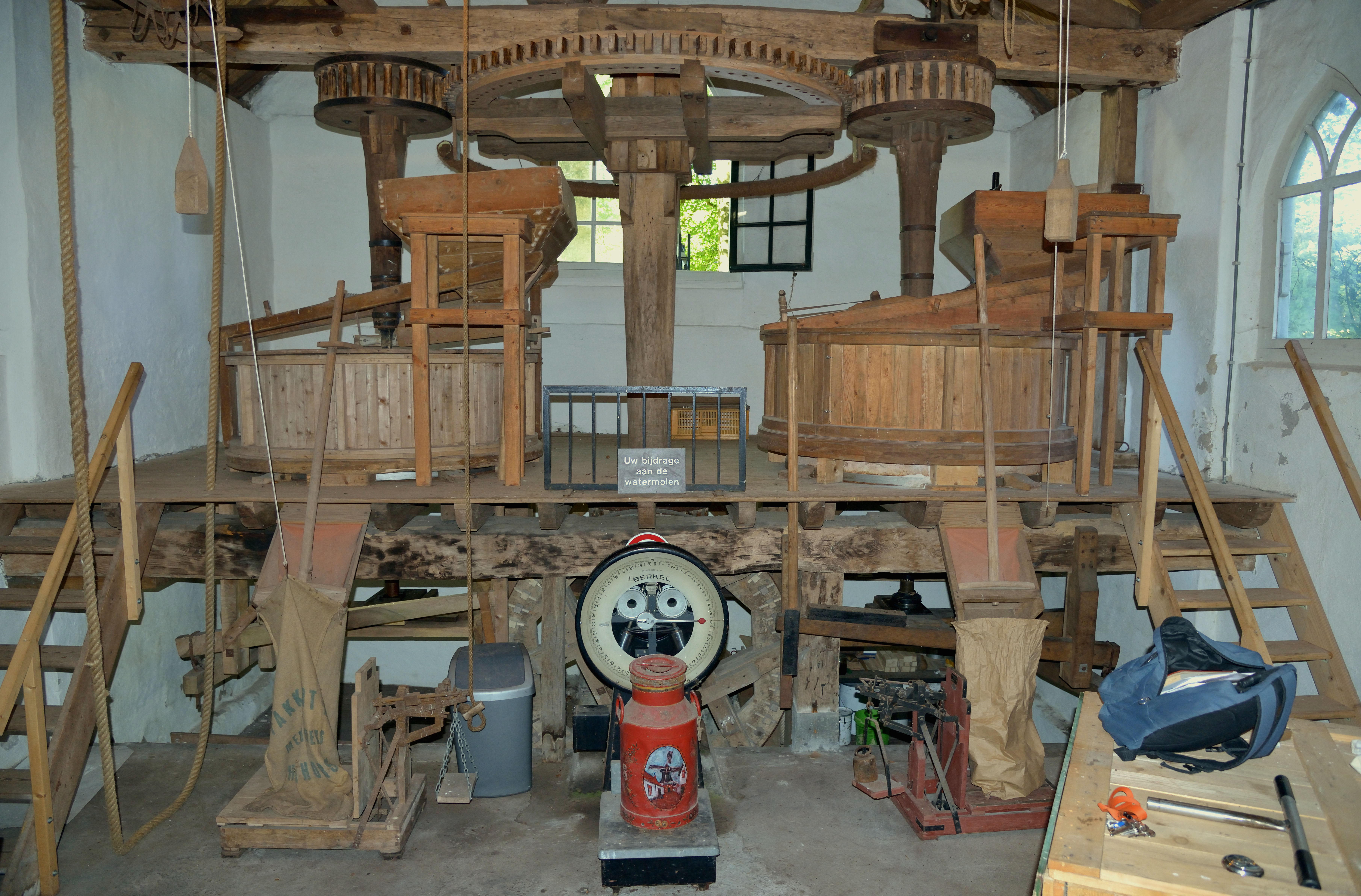
Maalkoppels met spoorwiel
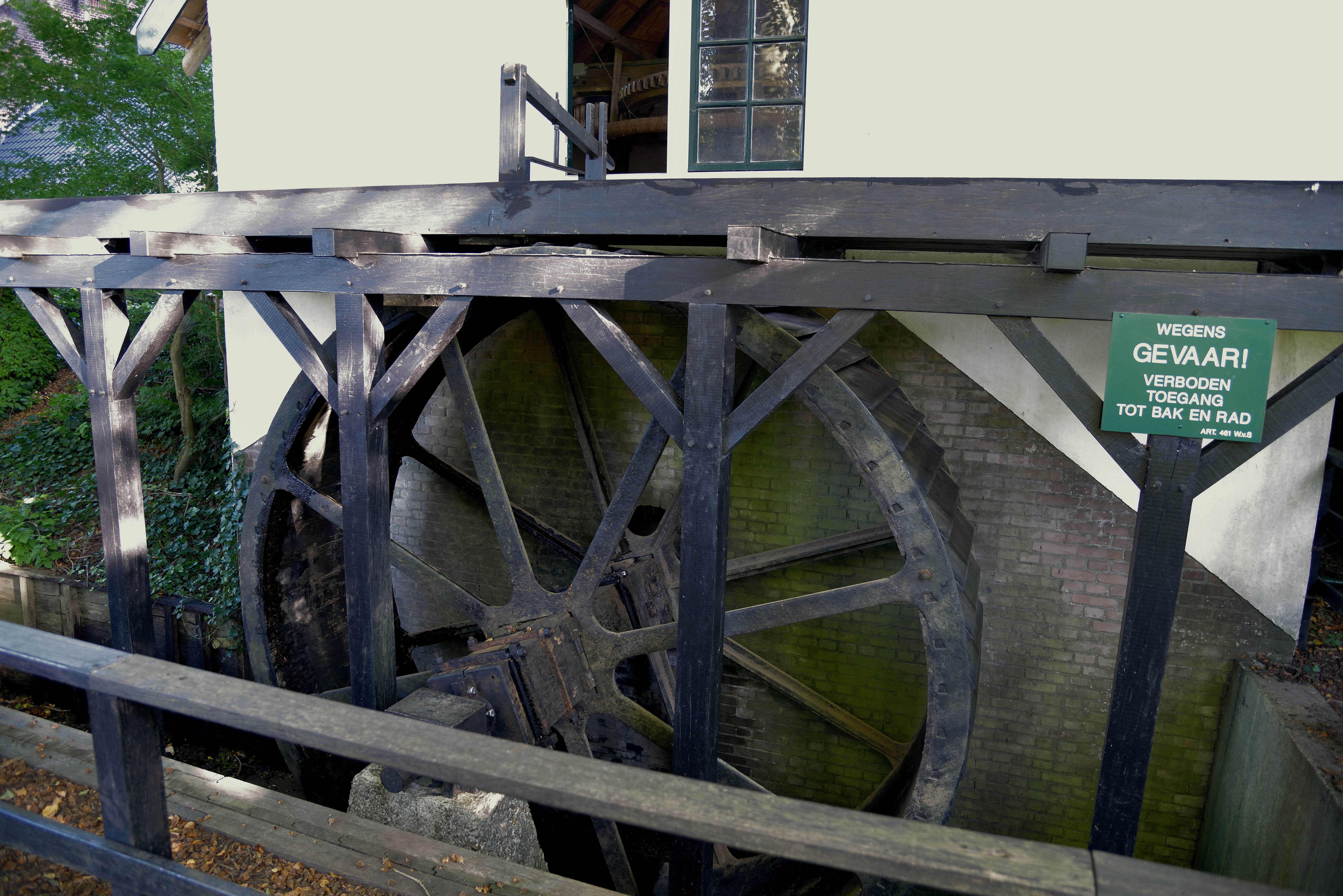
Waterrad
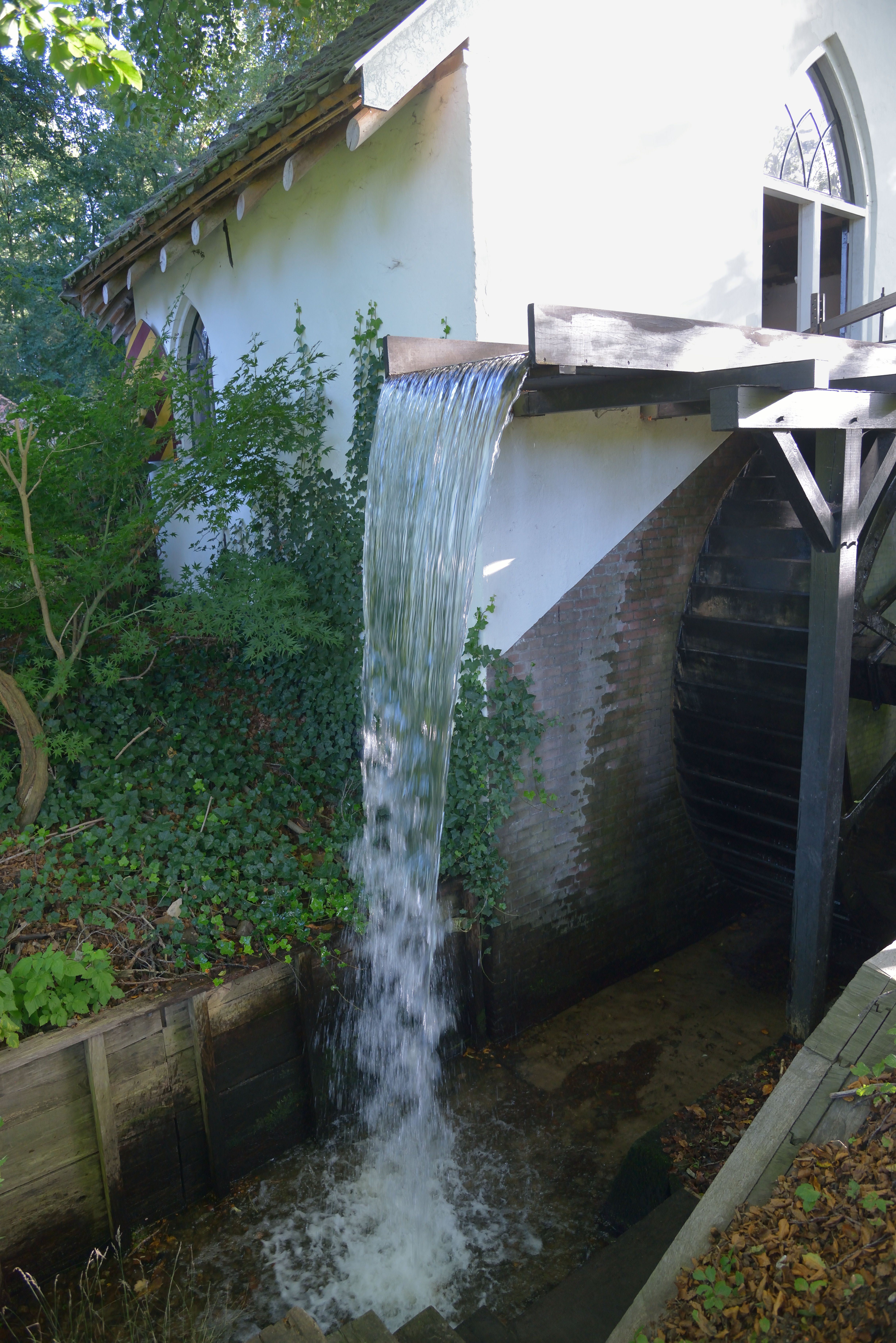
Waterrad afgesloten